# جدجد سفاسفي
جدجد سفاسفي (الاسم العلمي: Gryllus alogus) هو نوع من الحشرات يتبع جنس الجدجد من فصيلة الجداجد الحقيقية.